# NGC 676
NGC 676 (другие обозначения — UGC 1270, MCG 1-5-34, ZWG 412.28, ARAK 57, PGC 6656) — галактика в созвездии Рыбы.
Этот объект входит в число перечисленных в оригинальной редакции «Нового общего каталога» 
По своим общим физическим параметрам галактика очень похожа на NGC 4594.
В NGC 676 было обнаружено 2500 шаровых скоплений.
Галактика NGC 676 входит в состав группы галактик NGC 676. Помимо NGC 676 в группу также входят NGC 693 и NGC 718*.